# Istituto per l'Interscambio Scientifico
La Fondazione Istituto per l'Interscambio Scientifico (ISI) (in inglese, Institute for Scientific Interchange, conosciuto anche come Fondazione ISI), è un centro di ricerca scientifica privato, con sede a Torino.
L'Istituto per l'Interscambio Scientifico è stato fondato nel 1983 dalla Regione Piemonte, il Comune di Torino, la Provincia di Torino e la Fondazione CRT. La Fondazione CRT è dal 1983 il principale sostenitore delle attività della Fondazione ISI, che viene anche finanziata da progetti di ricerca della Commissione Europea e da altre fondazioni di origine bancaria.
La Fondazione ISI ospita ricercatori che si occupano principalmente dello studio dei sistemi complessi.